# Zakochany Molier
Zakochany Molier (fr. Molière) – francuski film komediowy z 2007 roku w reżyserii Laurenta Tirarda. Film swobodnie nawiązuje do biografii słynnego francuskiego komediopisarza Moliera. 
Zdjęcia kręcono w Paryżu, Wersalu, Le Mans, Senlis, w opactwie w Chaalis (departament Oise), w Noyers-sur-Serein (Yonne) oraz na zamkach w Ambleville (Dolina Oise), Courances (Essonne) i Vaux-le-Vicomte w Maincy (Sekwana i Marna).

## Fabuła
Francja. Połowa XVII wieku. Młody dramatopisarz i aktor Molière oraz jego trupa aktorska przybywają do Paryża, po długim okresie występowania na prowincji. Liczą na to, że w stolicy osiągną sukces. Jednak ich pełne patosu sztuki nie podobają się publiczności, a występy kończą się klapą. Molière trafia do więzienia za długi. Szczęśliwie pomoc oferuje mu paryski bogacz Jourdain. Jourdain liczy na to, że w zamian za pomoc młody aktor nauczy go elokwencji i umiejętności imponowania kobietom. Molière przybywa do rezydencji Jourdaina w przebraniu księdza, pod przybranym nazwiskiem Tartuff. Zaczyna udzielać Jourdainowi lekcji, jednocześnie podrywając jego żonę.

## Obsada
- Romain Duris – Molier
- Fabrice Luchini – Jourdain
- Laura Morante – Elmire Jourdain
- Édouard Baer – Dorante
- Ludivine Sagnier – Célimène
- Fanny Valette – Henriette Jourdain
- Gonzague Montuel – Valère
- Gilian Petrovski – Thomas
- Sophie-Charlotte Husson – Madeleine Béjart
- François Civil – Louis Bért
- Anne Suarez – Catherine de Brie
- Annelise Hesme – Marquise du Parc
- Nicolas Vaude – Monsieur

## Nagrody i wyróżnienia
W 2008 roku film był nominowany do nagrody Cezara w kategoriach:
- Najlepszy aktor drugoplanowy (Fabrice Luchini)
- Najlepsza scenografia (Françoise Dupertuis)
- Najlepsze kostiumy (Pierre-Jean Larroque)
- Najlepszy scenariusz oryginalny (Grégoire Vigneron i Laurent Tirard)